# براق إريس
براق إريس (بالألمانية: Burak Eris)‏ هو لاعب كرة قدم ليختنشتاني في مركز الوسط، ولد في 17 يوليو 1989 في غرابز ‏ في سويسرا. شارك مع منتخب ليختنشتاين تحت 21 سنة لكرة القدم ومنتخب ليختنشتاين لكرة القدم. أما مع النوادي، فقد لعب مع FC Schaan ‏.

## وصلات خارجية
- براق إريس على موقع الاتحاد الدولي (مؤرشف)  (الإنجليزية)
- براق إريس على موقع الاتحاد الأوربي (الإنجليزية)
- براق إريس على موقع قاعدة بيانات كرة القدم.إي يو (الإنجليزية)
- براق إريس على موقع ناشيونال فوتبول تيمز (الإنجليزية)
- براق إريس على موقع عالم كرة القدم.نت (الإنجليزية)